# Stèle du rêve
Ne doit pas être confondu avec Stèle du songe.

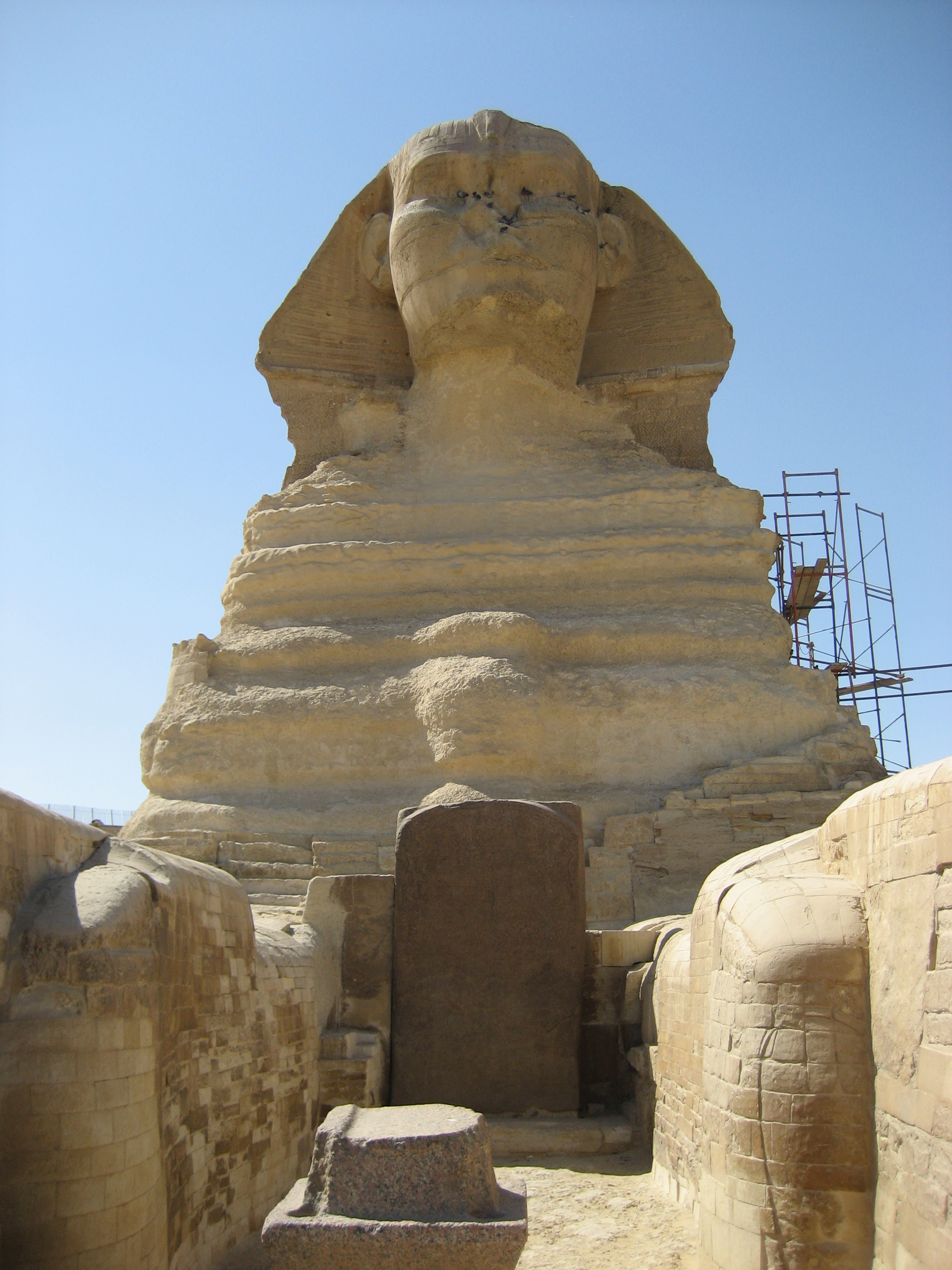
Le Sphinx avec la stèle

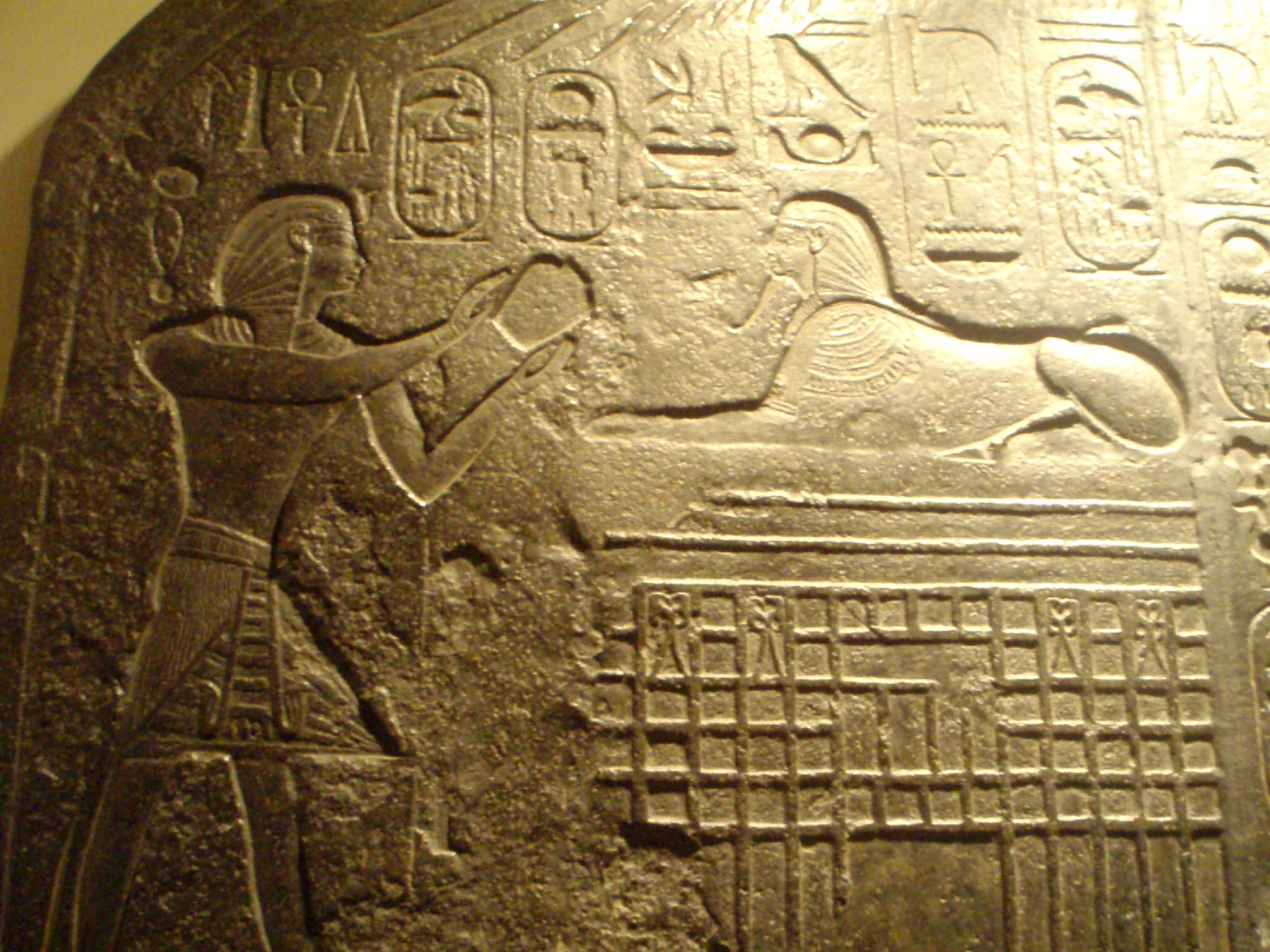
Partie supérieure, en forme de demi-lune, de la stèle du rêve.

La stèle du rêve est une stèle de granit érigée lors de la première année du règne de Thoutmôsis IV lorsque celui-ci prend possession du trône. Il se peut qu’il soit devenu le maître du Double Pays après avoir écarté l’héritier légitime. Cette hypothèse se fonde sur cette stèle dite du Songe que le roi fait élever entre les pattes du grand sphinx. Il y évoque un prodige qui lui était arrivé alors qu’il était adolescent. Après une chevauchée dans la région de Memphis, il s'était assoupi à l’ombre du dieu. Pendant son sommeil, Rê-Harmakhis, le Sphinx lui-même, lui apparut et lui demanda d'ôter le sable qui l'ensevelissait petit à petit.

## Contenu de la stèle
Thoutmôsis était encore un jeune homme, comparable à l'enfant Horus dans les marais de Bouto ; sa beauté égalait celle d'Horus protecteur de son père et l'on voyait en lui le dieu lui-même [...].
Ce qui faisait ses délices, c'était de se distraire sur le plateau désertique de Memphis, à ses extrémités sud et nord de tirer la flèche sur une cible de cuivre, de chasser le lion et la gazelle, de courir sur son char, avec des chevaux plus rapides que le vent, en compagnie de l'un ou de l'autre de ses serviteurs, mais à l'insu de tout le monde [...].
Un jour parmi les autres, le prince royal Thoutmôsis était venu se promener à l'heure de midi, il s'assit à l'ombre de ce grand dieu (le grand sphinx) et le sommeil et le rêve s'emparèrent de lui au moment où le soleil était à son plus haut point. Il constata que la Majesté de ce dieu sacro-saint parlait de sa propre bouche, comme un père qui s'adresse à son fils : 
« Regarde-moi, jette les yeux sur moi, ô mon fils Thoutmôsis ; je suis ton père Harmakhis-Khépri-Rê-Atoum. Je te donnerai ma royauté sur terre à la tête des vivants. Tu porteras la couronne blanche et la couronne rouge sur le trône de Geb, le [dieu] héritier. Le pays sera tien dans sa longueur et dans sa largeur ainsi que ce sur quoi brille l'œil du Maître de l’Univers. Tu recevras les aliments des Deux Terres, ainsi qu'un abondant tribut de tout pays étranger, et une durée de vie comportant un long temps d'années.
Mon visage est tourné vers toi, et mon cœur vole vers toi ; vois l'état où je suis, et mon corps douloureux, moi le maître du plateau de Guizeh ! Le sable du désert sur lequel je trône s'avance vers moi ; aussi dois-je me hâter de te confier la réalisation de mes vœux, car je sais que tu es mon fils qui vas me protéger : approche, vois, je suis avec toi, et je suis ton guide.
À peine eut-il achevé ces mots que le prince royal s'éveilla, parce qu'il venait d'entendre ce discours [...].
Il reconnut que c'étaient les paroles de ce dieu, et il garda le silence en son cœur. »
— Traduction de Serge Sauneron.
Certains ont vu dans cette prophétie une tentative de la part du roi de légitimer a posteriori un pouvoir qui ne lui revenait pas de droit. Cependant, la promesse du dieu d’Héliopolis ne signifie pas nécessairement que Thoutmôsis ait usurpé le trône. En effet, dans une tombe de la nécropole thébaine (TT64), son précepteur Héqarneheh affirme avoir instruit « le fils aîné du roi ». Il n’y a probablement pas lieu d’y voir une tromperie, bien que la tombe soit contemporaine du règne. Toujours est-il que, en l’absence d’indices irréfutables, il nous est impossible d’infirmer avec certitude, ni de confirmer, une usurpation du pouvoir, tant la documentation concernant Thoutmôsis IV est réduite.

## Description de la stèle
La stèle du rêve a une hauteur de 360 cm, une largeur de 218 cm et son épaisseur est de 70 cm. Sur la partie supérieure de la stèle partagée en deux, on voit Thoutmôsis IV présenter des offrandes (d'un côté de l'encens, de l'autre côté un liquide offert en libation, probablement du vin ou de l'eau dans une aiguière) à Harmakhis, figuré par l'image d'un sphinx.